# Gregg County
Gregg County je okres ve státě Texas v USA. K roku 2010 zde žilo 121 730 obyvatel. Správním městem okresu je Longview. Celková rozloha okresu činí 715 km2.